# عودة الاقتصاد الكينزي

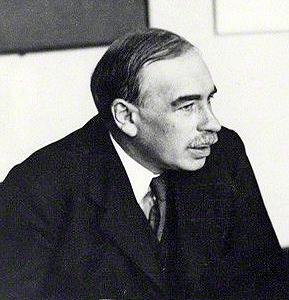
جون مينارد كينز

بعد الأزمة المالية العالمية بين عامي 2007-2008، كان هناك اهتمام عالمي جديد بالاقتصاد الكينزي من بين الاقتصادات البارزة وصناع سياساتها. وشمل الاهتمام مناقشات وتنفيذ للسياسات الاقتصادية وفقًا للتوصيات التي قدمها جون ماينارد كينز لمواجهة الكساد العظيم في ثلاثينيات القرن الماضي - وخاصة التحفيز المالي والسياسة النقدية التوسعية.
ومنذ نهاية الكساد الكبير وحتى أوائل سبعينيات القرن العشرين، كان الاقتصاد الكينزي مصدر الإلهام لصناع السياسات الاقتصادية في البلدان الصناعية الغربية. تضاءل تأثير نظريات كينز في سبعينيات القرن الماضي، بسبب الركود التضخمي والنقد من فريدريش هايك وميلتون فريدمان وروبرت لوكاس جونيور وغيرهم من الاقتصاديين، الذين كانوا أقل تفاؤلاً بشأن قدرة السياسة الحكومية التدخلية على تنظيم الاقتصاد بشكل إيجابي وإلا فإنهم سيعارضون السياسات الكينزية. منذ أوائل الثمانينيات وحتى عام 2008، كان الإجماع المعياري بين الاقتصاديين هو أن محاولات التحفيز المالي لن تكون فعالة حتى في حالة الركود، وأن مثل هذه السياسات استخدمتها حكومات البلدان المتقدمة في بعض الأحيان فقط.[بحاجة لمصدر]
في عام 2008، حدث تحول سريع في الرأي بين أوساط العديد من الاقتصاديين البارزين لصالح التحفيز الكينزي، ومنذ أكتوبر من نفس العام، بدأ صُناع السياسة بالإعلان عن حزم تحفيز كبيرة، على أمل تجنب حدوث كساد عالمي. بحلول أوائل 2009، كان هناك قبول واسع لدى صناع السياسة الاقتصادية في العالم حول الحاجة إلى التحفيز المالي. لكن في أواخر عام 2009، تداعى هذا الإجماع. في عام 2010 وبالرغم من تجنب الركود إلا أن معدل البطالة في العديد من البلدان بقي مرتفعًا، فقرر صناع السياسة عمومًا عدم إقرار المزيد من سياسات التحفيز المالي، مبررين ذلك بمخاوف بشأن الدين العام. استمرت السياسة النقدية غير التقليدية في محاولة رفع النشاط الاقتصادي. وبحلول عام 2016، ظهرت مخاوف متزايدة من وصول السياسة النقدية إلى الحد الأقصى لفعاليتها، وبدأت عدة بلدان العودة إلى سياسة التحفيز المالي.

## معلومات عامة

### وجهات نظر متنافسة على سياسة الاقتصاد الكلي
تركز سياسة الاقتصاد الكلي على القرارات الحكومية عالية المستوى التي تؤثر على الاقتصادات الوطنية الشاملة بدلاً من القرارات ذات المستوى الأدنى المتعلقة بأسواق السلع والخدمات المعينة.
كان كينز أول خبير اقتصادي يروج للاقتصاد الكلي وأيضًا لفكرة أن الحكومات يمكنها ويجب عليها أن تتدخل في الاقتصاد لتخفيف المعاناة الناجمة عن البطالة. قبل الثورة الكينزية التي أعقبت نشر كينز للنظرية العامة عام 1936، اعتقدت الأرثوذكسية السائدة أن الاقتصاد سيحقق فرص عمل كاملة بشكل طبيعي. كانت الثورة ناجحة لدرجة أن الفترة الممتدة بين نهاية الحرب العالمية الثانية وحتى عام 1973 يشار إليها باسم عصر كينز. أدى ركود الأداء الاقتصادي في أوائل سبعينيات القرن الماضي إلى تداعي الإجماع السابق على الاقتصاد الكينزي وتقديم الدعم لثورة مضادة. إذ كانت مدرسة ميلتون فريدمان النقدية بارزة في إزاحة أفكار كينز في كل من الأوساط الأكاديمية والعالم العملي لصناعة السياسة الاقتصادية.
للحصول على نظرة عامة حول وجهات النظر المختلفة المتعلقة بالتوازن الأمثل بين السلطة العامة والخاصة في الاقتصاد، انظر الليبرالية والواقعية والماركسية. لمزيد من التفاصيل حول أنظمة فكرية معينة تتعلق بالنقاش حول هذه السياسة المالية، انظر الاقتصاد الكينزي، والنظرية النقدية، والمدرسة النمساوية، والاقتصاد الكلي الكلاسيكي الجديد، ونظرية دورة الأعمال الحقيقية، والاقتصاد الكينزي الجديد. من السمات الرئيسية المشتركة للمدارس الفكرية المناهضة للكينزية أنها تدافع عن عدم فاعلية السياسة أو عدم أهميتها. على الرغم من اختلاف التبريرات النظرية، إلا أن جميع المدارس ترى أن التدخل الحكومي سيكون أقل فاعلية بكثير مما كان يعتقد كينز، حتى أن بعض المدافعين يدّعون أن سياسة التدخل على المدى الطويل ستؤدي دائمًا إلى نتائج عكسية.
ظهر الاقتصاد الكينزي بعد الثورة الكينزية. وعلى عكس النهضة الأخيرة لصنع السياسة الكينزية، تضمنت الثورة في البداية تغييرًا في النظرية. كان هناك العديد من التجارب في صنع السياسات التي يمكن اعتبارها بمثابة مقدمة لأفكار كينز، وأبرزها «الصفقة الجديدة» الشهيرة للرئيس فرانكلين دي روزفلت في الولايات المتحدة الأمريكية. تأثرت هذه التجارب بالأخلاق والجغرافيا السياسية والأيديولوجيا السياسية أكثر من التطورات الجديدة في الاقتصاد، على الرغم من أن كينز لقي بعض الدعم في الولايات المتحدة لأفكاره حول سياسة الأشغال العامة المعاكسة للدورات الاقتصادية منذ عام 1931.
وفقا لجوردون فليتشر، قدمت النظرية العامة لكينز مبررات مفاهيمية لسياسات الصفقة الجديدة التي كانت تفتقر إلى الاقتصاد المعمول به اليوم. يعتبر ذلك مهمًا للغاية، لأنه في ظل عدم وجود أساس نظري مناسب، هناك خطر أن يتم حل السياسات الخاصة بالتدخل المعتدل بسبب الحلول المتطرفة، كما حدث بالفعل في كثير من دول أوروبا. ومع ذلك، لم يوافق كينز على جميع جوانب الصفقة الجديدة، واعتبر أن الإحياء الفوري لنشاط الأعمال بعد إطلاق البرنامج لا يمكن تبريره إلا من خلال عوامل نفسية خطيرة، مثل الثقة الزائدة التي حدثت جراء الخطاب المُلهم لروزفلت.

### الهيمنة الكينزية 1941-1979
بينما كان يعمل على نظريته العامة، كتب كينز إلى جورج برنارد شو «أعتقد أنني أكتب كتابًا عن النظرية الاقتصادية سيحدث ثورة كبيرة، لا أفترض حدوثها على الفور ولكن خلال السنوات العشر القادمة - بالطريقة التي يفكر بها العالم حول المشاكل الاقتصادية... لا آمل ما أقوله فحسب، بل أنا متأكد من رأيي تمامًا» سرعان ما ترسخت أفكار كينز باعتبارها الأسس الجديدة للاقتصاد السائد، وأيضًا كمصدر إلهام رئيسي لصناع السياسات الاقتصادية في الدول الصناعية من عام 1941 وحتى منتصف السبعينيات، خاصةً في البلدان الناطقة بالإنجليزية. في فترة الخمسينيات والستينيات  عندما كان تأثير كينز في ذروته، ظهر الكثيرون بأثر رجعي ليشكلوا عصرًا ذهبيًا.
وفي ذلك الوقت، وعلى عكس العقود التي سبقت الحرب العالمية الثانية، تمتعت الدول الصناعية وكثير من الدول النامية بنمو استثنائي مرتفع وبطالة منخفضة وتواتر منخفض للأزمات الاقتصادية. في أواخر عام 1965 نشرت مجلة التايم مقالة بعنوان مستوحى من بيان ميلتون فريدمان، الذي ارتبط لاحقًا بريتشارد نيكسون، «جميعنا كينزيون الآن». حيث وصف المقال الظروف الاقتصادية الاستثنائية السائدة آنذاك، وذكر أن «إداريو واشنطن الاقتصاديون قاموا بتوسيع هذه المستويات من خلال تمسكهم بموضوع كينز المركزي: الاقتصاد الرأسمالي الحديث لا يعمل تلقائيًا بأعلى كفاءة، ولكن يمكن رفعه إلى هذا المستوى من خلال تدخل الحكومة ونفوذها». ينص المقال أيضًا على أن كينز يعتبر من أهم ثلاثة اقتصاديين على الإطلاق، وأن نظريته العامة كانت أكثر تأثيراً من الأعمال العظيمة لمنافسيه - آدم سميث في كتابه «ثروة الأمم»، وكارل ماركس في كتابه «رأس المال».

### النزوح بسبب النقد والاقتصاد الكلاسيكي الجديد 1979 – 1999
تعرض الاقتصاد الكينزي لموجة انتقادات شديدة، أبرزها من ميلتون فريدمان، وهو شخصية رائدة في النقد، ومن فريدريش هايك من المدرسة النمساوية للاقتصاد، وذلك بسبب الركود الهائل الذي حدث في السبعينيات. وتضمنت سلسلة الأحداث التي ساهمت في الوصول إلى هذا الوضع الاقتصادي، فرض ريتشارد نيكسون قيودًا على الأجور والأسعار في 15 أغسطس عام 1971، والإلغاء الأحادي لنظام بريتون وودز في عام 1972، وتوقفه عن قابلية التحويل المباشرة من الدولار الأمريكي إلى الذهب، وكذلك أزمة نفط عام 1973 والركود الذي أعقب ذلك.